# Fibonacci
Fibonacci là nhà toán học người Ý, được một số người xem là "nhà toán học tài ba nhất thời Trung Cổ".
Fibonacci nổi tiếng trong thế giới hiện đại vì có công lan truyền Chữ số Ả Rập ở châu Âu, chủ yếu thông qua việc xuất bản vào đầu thế kỷ 13 trong cuốn Sách tính toán (Liber Abaci) của ông và dãy số hiện đại mang tên ông, số Fibonacci, tuy ông không phải là người khám phá nhưng đã dùng nó làm ví dụ trong cuốn Liber Abaci. Ông cũng được xem là người đầu tiên thực hiện những tiến bộ trong lĩnh vực lý thuyết số kể từ Diophantus của Alexandria.

## Tiểu sử
Leonardo sinh ra ở Pisa. Cha ông, Guglielmo, có biệt danh Bonaccio ("hiền hậu" hoặc "đơn giản"). Mẹ của Leonardo, Alessandra, mất khi ông được chín tuổi. Leonardo sau khi chết được gọi là Fibonacci (lấy từ filius Bonacci, nghĩa là con của Bonaccio).
Guglielmo làm giám đốc một cơ sở thương mại (theo một số người ông làm cố vấn cho Pisa) ở Bugia, một hải cảng ở phía đông Algiers ở vương quốc hồi giáo Almohad ở Bắc Phi (giờ là Bejaia, Algérie). Khi còn là một cậu bé, Leonardo đã đi đến đó để giúp cha mình. Đây là nơi ông đã học Chữ số Ả Rập.
Nhận ra rằng số học với Chữ số Ả Rập đơn giản hơn và hiệu quả hơn chữ số La Mã, Fibonacci đã đi du lịch khắp thế giới, Địa Trung Hải để học theo những nhà toán học hàng đầu Ả Rập vào thời đó. Leonardo trở về sau chuyến du lịch vào khoảng năm 1200. Vào năm 1202, vào tuổi 32, ông phát hành cuốn Liber Abaci (Sách tính), và từ đó đã giới thiệu Chữ số Ả Rập cho châu Âu.
Leonardo trở thành vị khách thường xuyên của Hoàng đế Frederick II, người rất thích toán học và khoa học. Năm 1225, vị hoàng đế cùng một số nhà toán học đã thử tài ông bằng bài toán sau: "Tìm Số hữu tỉ x sao cho x-mũ-2 + 5 và x-mũ-2 - 5 đều là bình phương của các số hữu tỉ. Sau khi suy nghĩ, Fibonacci đã tìm ra, số đó là 41/12. Đến nay, chưa ai tìm ra chính xác ông đã tìm bằng cách nào. Vào năm 1240, Cộng hòa Pisa vinh danh Leonardo, được biết đến với tên Leonardo Bigollo, bằng cách trao lương cho ông.

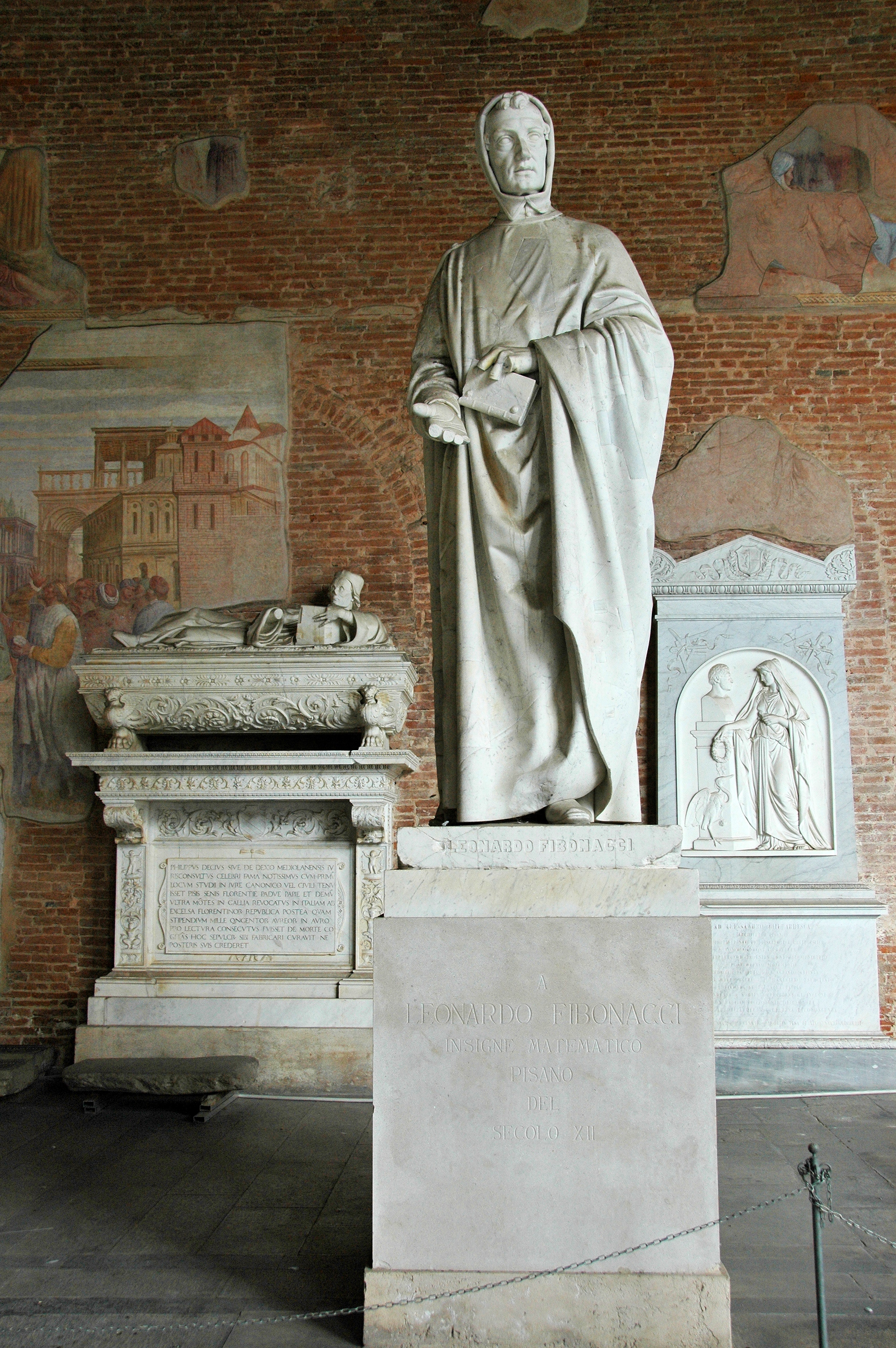
Tượng Fibonacci. Camposanto, Pisa.

Vào thế kỷ thứ 19, một bức tượng của ông được tạc ở Pisa. Ngày nay nó nằm ở hành lang của nghĩa trang lịch sử Camposanto ở Piazza dei Miracoli.

## Các ấn bản quan trọng
- Liber Abaci (1202), một cuốn sách về tính toán
- Practica Geometriae (1220), một bản trích yếu về hình học và lượng giác.
- Flos (1225), các phép giải bài toán do Johannes của Palermo đưa ra
- Liber quadratorum, ("Sách Hình vuông") về phương trình Diophantine, dành tặng cho Hoàng đế Frederick II. Cụ thể xem Đồng nhất thức Fibonacci.
- Di minor guisa (về số học thương mại; thất truyền)
- Bình luận về cuốn X của Các nguyên tố Euclid (thất truyền)

## Liber Abaci
Trong tác phẩm này, Fibonacci đã giới thiệu cái gọi là modus Indorum (phương pháp của người Ấn), ngày nay được biết đến với tên chữ số Hindu-Ả Rập (Sigler 2003; Grimm 1973). Cuốn sách chủ trương dùng phép đếm bằng những con số 0-9 và vị trí của nó trong con số. Cuốn sách để minh chứng tầm quan trọng về thực tiễn của hệ chữ số mới, dùng phép nhân lưới (lattice multiplication) và phân số Ai Cập (Egyptian fractions), bằng cách áp dụng nó vào tính toán sổ sách, chuyển đổi khối lượng và chiều dài, tính toán tiền lời, đổi tiền, và những ứng dụng khác. Cuốn sách được đón nhận rộng rãi khắp giới học giả châu Âu và đã có tác động lớn đến lối suy nghĩa của người châu Âu.

## Dãy Fibonacci
Liber Abaci cũng đề ra, và giải quyết, bài toán liên quan đến sự phát triển dân số giả thuyết của thỏ dựa trên giả thiết lý tưởng. Phép giải, theo từng thế hệ, là một chuỗi các con số sau này được biết với tên dãy số Fibonacci. Dãy số này đã được các nhà toán học Ấn Độ biết đến từ thế kỷ thứ 6, nhưng nó chỉ đến khi cuốn Liber Abaci của Fibonacci, nó mới được giới thiệu đến phương Tây.

## Trong văn hóa đại chúng
- Tên Fibonacci được dùng cho bạn nhạc art rock ở Los Angeles, nhóm The Fibonaccis, thu thanh từ năm 1982-1987.
- Một bài "word jazz" có tên "Fibonacci Numbers" được ca sĩ Ken Nordine thu âm vào năm 2001, trong đó nói tới cuộc đời và công trình của Fibonacci.
- Fibonacci và số Fibonnaci được đề cập như một mã để giải một cái ống trong Mật mã DaVinci và Mật mã Da Vinci (phim).
- Otto Fibonacci, một nhân vật trong Prison Break, lấy họ của ông.
- Chuỗi Fibonacci là một trong khái niệm chủ yếu dùng trong bộ phim thờ cúng, Pi: Faith in Chaos.
- Chuỗi Fibonacci được dùng nhiều trong bài hát "Lateralus" của ban nhạc Tool
- Fibonacci thời trẻ là một trong nhân vật chính trong tiểu thuyết Crusade in Jeans (1973). Tuy nhiên nhân vật này bị bỏ ra ngoài trong bộ phim chuyển thể.
- Chuỗi Fibonnaci, như Phương trình của Chúa, được nhìn thấy trong chương cùng tên của Taken.

## Sách tham khảo
- Goetzmann, William N. and Rouwenhorst, K.Geert, The Origins of Value: The Financial Innovations That Created Modern Capital Markets (2005, Oxford University Press Inc, USA), ISBN 0-19-517571-9.
- Grimm, R. E., "The Autobiography of Leonardo Pisano", Fibonacci Quarterly, Vol. 11, No. 1, tháng 2 năm 1973, pp. 99–104.
- A. F. Horadam, "Eight hundred years young," The Australian Mathematics Teacher 31 (1975) 123-134.